# Selehkān
Selehkān (persiska: سله کان, Selekān) är en ort i Iran.   Den ligger i provinsen Kermanshah, i den nordvästra delen av landet, 500 km väster om huvudstaden Teheran. Selehkān ligger 1 415 meter över havet och antalet invånare är 119.
Terrängen runt Selehkān är platt åt sydväst, men åt nordost är den kuperad. Terrängen runt Selehkān sluttar söderut.Runt Selehkān är det ganska glesbefolkat, med 35 invånare per kvadratkilometer. Närmaste större samhälle är Ravānsar, 3,7 km nordost om Selehkān. Trakten runt Selehkān består till största delen av jordbruksmark.